# 城南街道 (福安市)
城南街道，是中华人民共和国福建省宁德市福安市下辖的一个乡镇级行政单位。

## 行政区划
城南街道下辖以下地区：
官村社区、南湖社区、莲池社区、南郊社区、东风社区和程家垅村。